# Gramática del francés
El término gramática francesa  hace referencia a la gramática del francés —es decir, el estudio de las reglas que lo rigen—, la cual es similar a la de otras lenguas romances.
El francés es un idioma moderadamente flexional. Los sustantivos, los adjetivos y la mayoría de los pronombres se flexionan para el número (singular o plural) y el género (masculino o femenino); los pronombres personales, además para la persona y el caso, y los verbos para la persona, el modo, el tiempo y el número de su sujeto. El caso se marca principalmente utilizando preposiciones y un orden para las palabras, y ciertas características verbales se marcan utilizando verbos auxiliares.

## Las partes del discurso

### El sustantivo

#### Género
Cada sustantivo francés (en francés: le nom substantif, o simplemente le nom) tiene un género gramatical, bien masculino bien femenino. El género de un sustantivo referido a un ser humano o a otro mamífero se corresponde generalmente con el género natural de dicho sustantivo, es decir, su sexo. En este caso, casi siempre se da la existencia de un sustantivo distinto para cada género, y su elección se ve determinada por el género natural del ser descrito; V.G.: chanteur hace referencia a un cantante varón, mientras que chanteuse a una cantante mujer. En algunos casos, ambas formas son indénticas, marcándose la diferencia con las palabras vecinas (debido a la concordancia de género). Así, un católico será un catholique, mientras que una católica será une catholique. Existen empero algunos sustantivos que mantienen su género gramatical sin importar su género natural: personne (persona) es siempre femenino, mientras que professeur (profesor) es siempre masculino, al menos en el francés formal, sin importar el sexo de la persona referida.
Si bien el género de un sustantivo no está del todo determinado por su forma, existen algunas tendencias. Una de las más generales es que los sustantivos acabados en -e tienden a ser femeninos, y el resto tiende a ser masculino; existen sin embargo muchas excepciones. Otra tendencia más consistente es que las terminaciones -sion y -tion se dan casi siempre en sustantivos femeninos, mientras que otras como -eau se presentan casi exclusivamente en el género masculino. No obstante, un sustantivo que parece ser masculino por su forma bien podría ser femenino (V.G.: souris, 'ratón'), o viceversa (V.G.: squelette, 'esqueleto').
En algunos casos raros, el sustantivo puede presentar ambos géneros, y pueden usarse tanto en masculino como en femenino conservando el mismo significado, aunque siempre se prefiere un género sobre el otro. Existen también algunos casos aún más raros en los que el género cambia de acuerdo al uso: las palabras amour (amor) y délice (delicia, placer) son masculinas en el singular y femeninas en el plural; la palabra orgue (órgano) es masculina, pero cuando es usada enfáticamente para referirse a un órgano de iglesia se vuelve femenina; el sustantivo plural gens (gente) cambia de género de forma muy inusual, dependiendo de los adjetivos que se usan con él.

##### Reglas de formación del femenino
Como arriba, el femenino se forma añadiendo una -e al masculino: français → française. Sin embargo, existen los siguientes casos especiales:
- Si el sustantivo termina en -er, el femenino se forma cambiando dicha terminación por -ère: boulanger → boulangère
- Si el sustantivo termina en -e, el femenino se forma cambiando dicha terminación por -esse: maître → maîtresse
- Si el sustantivo termina en -eur, el femenino se forma cambiando dicha terminación por -euse: voleur → voleuse; existen muy pocos casos en los que se cambia la terminación del masculino por -eresse: demandeur → demanderesse
- En ciertos casos se repite la consonante final y se agrega una -e: péruvien → péruvienne; lion → lionne; chat → chatte
- Si el sustantivo termina en -x, el femenino se forma cambiando dicha terminación por -se: époux → épouse
- Si el sustantivo termina en -el o -eau, el femenino se forma cambiando dicha terminación por -elle: différentiel → différentielle; jouvenceau → jouvencelle
- Si el sustantivo termina en -teur, el femenino se forma cambiando dicha terminación por -trice o -teuse: porteur → porteuse; acteur → actrice
- Si el sustantivo termina en -p o -f, el femenino se forma cambiando dicha terminación por -ve: loup → louve; veuf → veuve

Existen, al igual que en español, femeninos completamente irregulares: père → mère; cheval → jument; parrain → marraine; oncle → tante, etc.

#### Número
Al igual que en el español, los sustantivos también se flexionan para el número; así, el plural se forma generalmente añadiendo una -s al singular, o algunas veces -x. Sin embargo, ya que las consonantes finales son generalmente mudas en el francés, la adición de -s o -x no afecta la pronunciación, por lo que tanto la forma plural como la singular se pronuncian casi siempre de la misma manera. Además, los sustantivos que acaban en -s (français, francés), -x (choix, elección) o -z (nez, nariz) tienen la misma forma escrita tanto para el singular como para el plural. No obstante hay sustantivos que se pronuncian y hasta se escriben distinto en la forma plural: por ejemplo: œil ("ojo") cambia a yeux, (más adelante se explican las terminaciones en -al que se convierten a -aux, por lo que se puede quitar el ejemplo: cheval ("caballo") se vuelve chevaux; estando acá, puede hacer pensar que este es un plural irregular), y os ("hueso" o "huesos") se pronuncia diferente cuando está en singular ([ɔs]) de cuando está en plural ([o]); y aun con los sustantivos que no encajan en este caso, se hará una distinción en el discurso, debido a que suele haber un artículo u otro modificador cuya pronunciación sí cambia con el número del sustantivo (concordancia de número).

##### Reglas de formación del plural
Como ya se ha mencionado, el plural se forma, generalmente, añadiendo una -s al final de la palabra. Sin embargo, existen algunos casos especiales en los que el plural sigue otras pautas:
- Si la palabra termina en -s, -x o -z, el plural queda exactamente igual: la croix → les croix; le français → les français; le nez → les nez.
- Si la palabra termina en -au, -eau o -eu, el plural toma una x: étau → étaux; enjeu → enjeux; oiseau → oiseaux. Existen las siguientes excepciones: bleu → bleus; pneu → pneus; landau → landaus.
- Si la palabra termina en -al, el plural se forma con el sufijo -aux: journal → journaux; animal → animaux.
- Existen siete sustantivos terminados en -ou que hacen el plural en -x: bijou → bijoux; caillou → cailloux; chou → choux; genou → genoux; joujou → joujoux; pou → poux.
- Existen siete sustantivos acabados en -ail que hacen el plural en -aux: bail → baux; corail → coraux; émail → émaux; soupirail → soupiraux; travail → travaux; vantail → vantaux; vitrail → vitraux.

### Artículos y determinantes
Los artículos y los determinantes concuerdan en género y número con el sustantivo que modifican, y, a diferencia de estos últimos, esta flexión se hace tanto al hablar como al escribir. Quizá es a causa de esto que sean más utilizados en francés que en español: permiten que tanto el género como el número de los sustantivos se reflejen en la lengua hablada.
El francés presenta tres tipos de artículo: definido (le 'el', la 'la', les 'los, las'), indefinido (un 'un', une 'una', des 'unos, unas') y partitivo (du, de la, de l', des, no tienen traducción). La diferencia entre el artículo definido y el indefinido es similar a la presente en el español. El artículo partitivo es parecido al indefinido, pero se usa con sustantivos incontables o cuando no se tiene noción de la cantidad referida (V.G.: elle mange du fromage, 'ella come queso'; il boit de la bière, 'él bebe cerveza'; j'ai des enfants, 'tengo hijos').

### El pronombre
En el francés, los pronombres (en francés: le pronom) se pueden flexionar para indicar su función en una proposición (sujeto, objeto directo, etc.), así como también la persona, el género y el número del referente (sustantivo al que reemplaza). No todas estas flexiones pueden presentarse a la vez; V.G., el pronombre relativo que ('que', 'el cual') puede tener cualquier referente, mientras que el pronombre posesivo mien ('mío') puede tener cualquier función en una proposición.
El francés — a diferencia del español — es una lengua en la que el sujeto siempre es expreso; ergo, los pronombres juegan un rol prominente en el idioma ya que para conocer quién habla, de quién se habla o a quién se habla es necesario mencionar al sujeto en forma explícita mientras que en español, el sujeto puede ser implicito.
Los verbos impersonales (V.G.: pleuvoir, 'llover') usan el pronombre impersonal il, que no se traduce (il pleut, 'llueve').
| Pronombres Personales    | Pronombres Personales | Pronombres Personales | Pronombres Personales | Pronombres Personales | Pronombres Personales | Pronombres Personales | Pronombres Personales | Pronombres Personales | Pronombres Personales |    |
| Persona                  | Persona               | Sujeto                | Sujeto                | Objeto Directo        | Objeto Directo        | Objeto Indirecto      | Objeto Indirecto      | Tónicos               | Tónicos               |    |
| ------------------------ | --------------------- | --------------------- | --------------------- | --------------------- | --------------------- | --------------------- | --------------------- | --------------------- | --------------------- | -- |
| Persona                  | Persona               | Singular              | Plural                | Singular              | Plural                | Singular              | Plural                | Singular              | Plural                |    |
| 1.ª                      | 1.ª                   | je                    | nous                  | me                    | nous                  | me                    | nous                  | moi                   | nous                  |    |
| 2.ª                      | 2.ª                   | tu                    | vous                  | te                    | vous                  | te                    | vous                  | toi                   | vous                  |    |
| 3.ª                      | Masculino             | il                    | ils                   | le                    | les                   | lui                   | leur                  | lui                   | eux                   |    |
| 3.ª                      | Femenino              | elle                  | elles                 | la                    | les                   | lui                   | leur                  | elle                  | elles                 |    |
| Pronombres Posesivos     |                       |                       |                       |                       |                       |                       |                       |                       |                       |    |
| Persona                  | Género                | Un Poseedor           | Un Poseedor           | Un Poseedor           | Un Poseedor           | Varios Poseedores     | Varios Poseedores     | Varios Poseedores     | Varios Poseedores     |    |
| Persona                  | Género                | Singular              | Singular              | Plural                | Plural                | Singular              | Singular              | Plural                | Plural                |    |
| 1.ª                      | Masculino             | mien                  | mien                  | miens                 | miens                 | nôtre                 | nôtre                 | nôtres                | nôtres                |    |
| 1.ª                      | Femenino              | mienne                | mienne                | miennes               | miennes               | nôtre                 | nôtre                 | nôtres                | nôtres                |    |
| 2.ª                      | Masculino             | tien                  | tien                  | tiens                 | tiens                 | vôtre                 | vôtre                 | vôtres                | vôtres                |    |
| 2.ª                      | Femenino              | tienne                | tienne                | tiennes               | tiennes               | vôtre                 | vôtre                 | vôtres                | vôtres                |    |
| 3.ª                      | Masculino             | sien                  | sien                  | siens                 | siens                 | leur                  | leur                  | leurs                 | leurs                 |    |
| 3.ª                      | Femenino              | sienne                | sienne                | siennes               | siennes               | leur                  | leur                  | leurs                 | leurs                 |    |
| Pronombres Demostrativos |                       |                       |                       |                       |                       |                       |                       |                       |                       |    |
| Género                   | Género                | Género                | Género                | Singular              | Singular              | Singular              | Plural                | Plural                | Plural                |    |
| Masculino                | Masculino             | Masculino             | Masculino             | celui-ci              | celui                 | celui-là              | ceux-ci               | ceux                  | ceux-là               |    |
| Femenino                 | Femenino              | Femenino              | Femenino              | celle-ci              | celle                 | celle-là              | celles-ci             | celles                | celles-là             |    |
| Pronombres Relativos     |                       |                       |                       |                       |                       |                       |                       |                       |                       |    |
| Formas Simples           | qui                   | qui                   | que                   | que                   | quoi                  | quoi                  | dont                  | dont                  | où                    | où |
| Formas Compuestas        | Género                | Singular              | Singular              | Singular              | Singular              | Plural                | Plural                | Plural                | Plural                |    |
| Formas Compuestas        | Masculino             | lequel                | lequel                | lequel                | lequel                | lesquels              | lesquels              | lesquels              | lesquels              |    |
| Formas Compuestas        | Masculino             | duquel                | duquel                | duquel                | duquel                | desquels              | desquels              | desquels              | desquels              |    |
| Formas Compuestas        | Masculino             | auquel                | auquel                | auquel                | auquel                | auxquels              | auxquels              | auxquels              | auxquels              |    |
| Formas Compuestas        | Femenino              | laquelle              | laquelle              | laquelle              | laquelle              | lesquelles            | lesquelles            | lesquelles            | lesquelles            |    |
| Formas Compuestas        | Femenino              | de laquelle           | de laquelle           | de laquelle           | de laquelle           | desquelles            | desquelles            | desquelles            | desquelles            |    |
| Formas Compuestas        | Femenino              | à laquelle            | à laquelle            | à laquelle            | à laquelle            | auxquelles            | auxquelles            | auxquelles            | auxquelles            |    |
| Pronombres Indefinidos   |                       |                       |                       |                       |                       |                       |                       |                       |                       |    |
| Formas Masculinas        | Formas Masculinas     | on                    | on                    | personne              | personne              | quiconque             | quiconque             | n'importe qui         | n'importe qui         |    |
| Formas Neutras           | Formas Neutras        | quelque chose         | quelque chose         | quelque chose         | quelque chose         | rien                  | rien                  | rien                  | rien                  |    |
| Formas Variables         | Género                | Singular              | Singular              | Singular              | Singular              | Plural                | Plural                | Plural                | Plural                |    |
| Formas Variables         | Masculino             | l'un                  | l'un                  | l'un                  | l'un                  | les uns               | les uns               | les uns               | les uns               |    |
| Formas Variables         | Masculino             | quelqu'un             | quelqu'un             | quelqu'un             | quelqu'un             | quelques-uns          | quelques-uns          | quelques-uns          | quelques-uns          |    |
| Formas Variables         | Masculino             | chacun                | chacun                | chacun                | chacun                | —                     | —                     | —                     | —                     |    |
| Formas Variables         | Masculino             | aucun                 | aucun                 | aucun                 | aucun                 | aucuns                | aucuns                | aucuns                | aucuns                |    |
| Formas Variables         | Masculino             | certain               | certain               | certain               | certain               | certains              | certains              | certains              | certains              |    |
| Formas Variables         | Masculino             | tel                   | tel                   | tel                   | tel                   | tels                  | tels                  | tels                  | tels                  |    |
| Formas Variables         | Femenino              | l'une                 | l'une                 | l'une                 | l'une                 | les unes              | les unes              | les unes              | les unes              |    |
| Formas Variables         | Femenino              | quelqu'une            | quelqu'une            | quelqu'une            | quelqu'une            | quelques-unes         | quelques-unes         | quelques-unes         | quelques-unes         |    |
| Formas Variables         | Femenino              | chacune               | chacune               | chacune               | chacune               | —                     | —                     | —                     | —                     |    |
| Formas Variables         | Femenino              | aucune                | aucune                | aucune                | aucune                | aucunes               | aucunes               | aucunes               | aucunes               |    |
| Formas Variables         | Femenino              | certaine              | certaine              | certaine              | certaine              | certaines             | certaines             | certaines             | certaines             |    |
| Formas Variables         | Femenino              | telle                 | telle                 | telle                 | telle                 | telles                | telles                | telles                | telles                |    |

### El adjetivo
El adjetivo (en francés: l'adjectif) concuerda en género y número con el sustantivo que modifica. La forma del adjetivo masculino está dada por defecto; esto es, la forma que aparece en los diccionarios. La forma de la mayoría de los adjetivos femeninos singulares deriva de la de sus respectivas formas masculinas singulares añadiendo -e, aunque algunas terminaciones comunes tienen patrones diferentes de acuerdo con las reglas de formación del femenino de los sustantivos. De igual modo, las formas plurales de la mayoría de los adjetivos masculinos y femeninos se construye a partir de sus formas singulares añadiendo -s, -x o nada si la forma singular termina en -s, -x o -z (véase Reglas de formación del plural).
Casi todos los adjetivos, cuando se usan como atributos, se ubican después de sus sustantivos (V.G.: la voiture rouge, 'el carro rojo'). Ciertos adjetivos, sin embargo (frecuentemente, pero no siempre, aquellos relacionados con belleza, edad, bondad o talla), van antes que sus sustantivos (une belle femme, 'una bella mujer'). Con unos pocos adjetivos de esta última clase, existen dos formas para el masculino singular: una usada delante de consonantes y otra delante de vocales. Por ejemplo, el adjetivo beau (bello, guapo, hermoso) cambia su forma de un beau garçon (un chico guapo) a un bel homme (un hombre guapo). Algunos otros adjetivos, al igual que en español, cambian de significado dependiendo de su posición, algunas veces precediendo a sus sustantivos y otras sucediéndoles; V.G., ancien significa 'anterior' cuando precede a su sustantivo, pero significa 'antiguo' cuando va después de este.
Muchas palabras compuestas contienen un adjetivo, como por ejemplo belle-mère ('suegra', diferente de belle mère, 'madre bella'). Algunos utilizan una forma arcaica del adjetivo femenino la cual carece de la -e final, como es el caso de grand-rue ('calle mayor', diferente de grande rue, 'calle larga') y de grand-mère ('abuela', diferente de grande mère, 'madre alta').
| Adjetivos Demostrativos  | Adjetivos Demostrativos | Adjetivos Demostrativos | Adjetivos Demostrativos | Adjetivos Demostrativos | Adjetivos Demostrativos |
| ------------------------ | ----------------------- | ----------------------- | ----------------------- | ----------------------- | ----------------------- |
| Género                   | Singular                | Singular                | Plural                  | Plural                  |                         |
| Masculino                | ce                      | ce                      | ces                     | ces                     |                         |
| Masculino                | ce...-ci                | ce...-ci                | ces...-ci               | ces...-ci               |                         |
| Masculino                | ce...-là                | ce...-là                | ces...-là               | ces...-là               |                         |
| Femenino                 | cette                   | cette                   | ces                     | ces                     |                         |
| Femenino                 | cette...-ci             | cette...-ci             | ces...-ci               | ces...-ci               |                         |
| Femenino                 | cette...-là             | cette...-là             | ces...-là               | ces...-là               |                         |
| Adjetivos Posesivos      |                         |                         |                         |                         |                         |
| Género                   | Un Solo Poseedor        | Un Solo Poseedor        | Varios Poseedores       | Varios Poseedores       |                         |
| Género                   | Singular                | Plural                  | Singular                | Plural                  |                         |
| Masculino                | mon                     | mes                     | notre                   | nos                     |                         |
| Masculino                | ton                     | tes                     | votre                   | vos                     |                         |
| Masculino                | son                     | ses                     | leur                    | leur                    |                         |
| Femenino                 | ma                      | mes                     | notre                   | nos                     |                         |
| Femenino                 | ta                      | tes                     | votre                   | vos                     |                         |
| Femenino                 | sa                      | ses                     | leur                    | leurs                   |                         |
| Adjetivos Interrogativos |                         |                         |                         |                         |                         |
| Género                   | Singular                | Singular                | Plural                  | Plural                  |                         |
| Masculino                | quel                    | quel                    | quels                   | quels                   |                         |
| Femenino                 | quelle                  | quelle                  | quelles                 | quelles                 |                         |
| Adjetivos Indefinidos    |                         |                         |                         |                         |                         |
| Género                   | Singular                | Plural                  | Singular                | Plural                  |                         |
| Masculino                | aucun                   | aucuns                  | certain                 | certains                |                         |
| Masculino                | autre                   | autres                  | chaque                  | —                       |                         |
| Masculino                | maint                   | maints                  | même                    | mêmes                   |                         |
| Masculino                | nul                     | —                       | —                       | plusieurs               |                         |
| Masculino                | quelconque              | quelconques             | quelque                 | quelques                |                         |
| Masculino                | tel                     | tels                    |                         |                         |                         |
| Femenino                 | aucune                  | aucunes                 | certaine                | certaines               |                         |
| Femenino                 | autre                   | autres                  | chaque                  | —                       |                         |
| Femenino                 | mainte                  | maintes                 | même                    | mêmes                   |                         |
| Femenino                 | nulle                   | —                       | —                       | plusieurs               |                         |
| Femenino                 | quelconque              | quelconques             | quelque                 | quelques                |                         |
| Femenino                 | telle                   | telles                  |                         |                         |                         |

### El verbo
Al igual que en español, en francés el verbo es el elemento principal en la mayoría de oraciones, aunque es más frecuente la existencia de oraciones sin verbo en francés que en español. Los verbos se conjugan para señalar la información siguiente:
- un modo (indicativo, imperativo, subjuntivo, condicional,[† 8] infinitivo, participio, o gerundivo[† 9]);
- un tiempo (presente, pasado,[† 10] futuro, o condicional aunque no todos los tiempos están presentes en todos los modos);
- un aspecto (perfecto[† 9] o imperfecto);
- una voz (activa, pasiva,[† 9] o reflexiva[† 9]).

Los verbos en los modos finitos (i.e., indicativo, imperativo, subjuntivo y condicional) también se conjugan para concordar con sus sujetos en número (plural o singular) y persona (primer, segunda o tercera), mas a diferencia del español el sujeto debe siempre estar presente salvo en el imperativo.

#### El tiempo y el modo
El tiempo permite, como su nombre indica, situar la acción en el tiempo. Ciertos verbos tienen un carácter absoluto (presente, imperfecto, pasado simple, pasado compuesto, futuro) y otros, relativo (como el pasado anterior, el pluscuamperfecto y el futuro anterior); los primeros sitúan la acción "en el tiempo" mientras que los segundos lo hacen en función de los otros tiempos.
El modo es un aspecto de la forma del verbo que indica el grado de realidad dado por el hablante en la proposición que hizo. En el francés existen dos modos reales (indicativo e infinitivo) y cuatro irreales (subjuntivo, condicional, imperativo y participio); estos cuatro últimos permiten expresar ficciones, suposiciones, órdenes, etc.
Los diferentes tiempos y modos tienen básicamente la misma función en francés que en español, aunque se presentan ciertas diferencias. No obstante, algunos han caído en desuso en la lengua oral, y rara vez se los encuentra en la lengua escrita. Este es el caso del pasado simple y el pasado anterior del indicativo, y del imperfecto y pluscuamperfecto del subjuntivo. Otro ejemplo es el imperativo de pasado, que sirve para ordenar que algo sea hecho antes de un momento dado. El imperativo de pasado francés casi no se utiliza, siendo generalmente reemplazado por el imperativo de presente — que cumple las mismas funciones del imperativo español — más un complemento circunstancial; y dado que expresa en realidad un orden a futuro, se le suele llamar imperativo de futuro anterior.

#### Conjugación
El francés, como otras lenguas romances incluido el español medieval, intercambia el uso de être (ser, estar; haber) y avoir (tener; haber; hacer) cuando se conjugan los verbos en los tiempos compuestos. Así, existen dieciséis verbos cuyos tiempos compuestos se construyen con el verbo être, mientras que los demás hacen los tiempos compuestos con el verbo avoir. Estos dieciséis verbos son: devenir, monter, sortir, venir, aller, naître, retourner, revenir, descendre, entrer, rentrer, tomber, rester, arriver, mourir, y partir. También se conjugan con el verbo être todos los verbos pronominales y todos los derivados de los dieciséis anteriores (aunque esta regla es vacilante). Los que se conjugan con être hacen concordancia entre el sujeto (singular o plural, masculino o femenino) y el participio:
- Il est tombé ([él] se ha caído/cayó) frente a Elle est tombée ([ella] se ha caído/cayó)
- Ils sont tombés / Elles sont tombées (se han caído/cayeron [ellos / ellas])
- Je suis allé / Je suis allée (he ido/fui [yo = masculino/femenino])
- Nous sommes sortis / Nous sommes sorties (nosotros/nosotras hemos salido/salimos)
- Tu t'es lavé / Tu t'es lavée (te has lavado/lavaste [tú = masculino/femenino])

Pero los que se conjugan con avoir no hacen concordancia:
- J'ai mangé (he comido/comí)
- Il a vu ([él] ha visto/vio)
- Elle a vu ([ella] ha visto/vio)
- Nous avons fait (hemos hecho/hicimos)

La siguiente tabla corresponde a la conjugación de algunos tiempos de ejemplo del verbo "chanter", un verbo regular perteneciente a la primera conjugación (verbos acabados en -er):
| Pronom         | Présent de l'indicatif | Présent du subjonctif | Présent du conditionnel | Passé Simple | Imparfait de l'indicatif |
| -------------- | ---------------------- | --------------------- | ----------------------- | ------------ | ------------------------ |
| Je             | chante                 | chante                | chanterais              | chantai      | chantais                 |
| Tu             | chantes                | chantes               | chanterais              | chantas      | chantais                 |
| Il / Elle / On | chante                 | chante                | chanterait              | chanta       | chantait                 |
| Nous           | chantons               | chantions             | chanterions             | chantâmes    | chantions                |
| Vous           | chantez                | chantiez              | chanteriez              | chantâtes    | chantiez                 |
| Ils / Elles    | chantent               | chantent              | chanteraient            | chantèrent   | chantaient               |

Para la conjugación completa del verbo aimer, véase Conjugación del verbo aimer en Wikibooks.

## Sintaxis

### La negación
En el francés, la negación siempre es doble, es decir, se expresa generalmente en dos Partes, con el adverbio de negación ne unido al verbo y una o más palabras negativas que modifican al verbo o a uno de sus argumentos. Por ejemplo, la negación verbal simple se expresa con ne antes del verbo o auxiliar (y de cualquier pronombre de objeto directo o indirecto) y el adverbio pas después del verbo:
- Je les ai pris ('los cogí') → je ne les ai pas pris ('no los cogí')

Se usan también otras palabras negativas en conjunción con ne para expresar tipos más complejos de negación:
1. Adverbios negativos: ne … plus ('no más'), ne … jamais ('nunca'), ne … nulle part ('[en] ningún lado'), ne … guère ('no mucho, difícilmente'), ne … point / aucunement / nullement ('no, para nada')
2. Pronombres negativos: ne … rien ('nada'), ne … personne ('nadie')
3. Otros determinantes: ne … aucun(e) / nul(le) ('ninguno/a'), ne … que ('no … más que')

Ejemplos:
- Je ne sais pas ('no sé')
- Il ne fume plus ('ya no fuma/no fuma más')
- Nous n'avons vu personne ('no vimos a nadie')
- Rien n'est certain ('nada es seguro')
- Je n'ai aucune idée ('no tengo ninguna idea')
- Vous ne mangez que des légumes? ('¿no coméis más que verduras?')

Los adverbios negativos (y también rien) suceden a las formas finitas de los verbos, mas preceden al infinitivo (junto con ne):
- Il prétend ne pas/ne jamais/ne rien fumer ('afirma no/nunca/nada fumar')

Varias palabras negativas distintas de pas pueden aparecer en la misma oración, pero esta se interpreta usualmente como una negación simple. Cuando otra palabra negativa se presenta junto a pas, la oración se interpreta como una doble negación.
- Elle n'a plus jamais rien dit à personne ('nunca dijo nada más a nadie')
- Elle n'a pas vu personne ('no a nadie no ha visto', i.e. 'vio a alguien'

En el francés coloquial es común evitar el uso de ne en el hablar rápido, aunque esto puede crear alguna ambigüedad con la construcción ne … plus puesto que plus puede significar 'más' o 'no más'. Generalmente, cuando plus se usa para decir 'más', la s final se pronuncia, mientras que esta s nunca se pronuncia cuando toma el sentido de 'no más'. Así, la oración informal il y en a plus puede pronunciarse con la s final para decir 'hay más', o sin ella para decir 'ya no hay más'.
En ciertas construcciones — generalmente literarias — ne puede expresar la negación por sí mismo (sin ninguna otra palabra negativa). Esto es posible con ciertos verbos (V.G., pouvoir, savoir, oser).
- (estándar, ne + pas) Je n'ai pas pu venir ('no pude venir')
- (casual, pas solamente) J'ai pas pu venir
- (literario, ne solamente) Je n'ai pu venir

### Elneexpletivo
En ciertos casos, la palabra ne puede ser usada sin que esta implique negación; el ne en tales situaciones es llamado el ne expletivo (en francés: ne explétif):
- J'ai peur que cela ne se reproduise ('tengo miedo de que eso se vuelva a producir')
- Il est arrivé avant que nous n'ayons commencé ('llegó antes de que comencemos')
- Ils sont plus nombreux que tu ne le crois ('son más numerosos que lo que crees')

El ne expletivo se encuentra en las proposiciones con verbos finitos — es decir, en los modos finitos (indicativo, subjuntivo, imperativo, condicional) — y nunca antes de una proposición infinitiva (modo infinitivo y formas no personales, i.e., gerundio y participio). Es propio del lenguaje literario y no del coloquial.
Los contextos siguientes permiten el ne expletivo:
- La proposición complemento de los verbos que expresan miedo o evasión: craindre ('temer'), avoir peur ('tener miedo'), empêcher ('impedir'), éviter ('evitar')
- La proposición complemento de los verbos que expresan duda o: douter ('dudar'), nier ('negar')
- Las proposiciones adverbiales que comienzan con las siguientes expresiones: avant que ('antes de que'), à moins que ('a menos que'), de peur/crainte que ('por miedo de que')
- Las construcciones comparativas que expresan inequidad: autre ('otro/a'), meilleur(e) ('mejor'), plus fort(e) ('más fuerte'), moins intelligent(e) ('menos inteligente'), etc.

### El orden de las palabras
Los componentes de una proposición se disponen típicamente en el siguiente orden, (aunque no siempre están presentes todos estos componentes):
- Adverbio(s)
- Sujeto
- ne (generalmente para marcar la negación, si bien tiene otros usos)
- Los pronombres reflexivos (i.e., me, te, se, nous, vous, se)
- Los pronombres de objeto directo
- Los pronombres de objeto indirecto
- El pronombre y
- El pronombre en
- El verbo finito, sea este un auxiliar o el verbo principal
- Adverbio(s)
- El pronombre rien
- El verbo principal (si el verbo finito es un auxiliar)
- Adverbios y objetos